# Seemabaddha
Seemabaddha (Bengalisch: সীমাবদ্ধ, Sīmābaddha; übersetzt: Beschränkt) ist ein indischer Spielfilm von Satyajit Ray aus dem Jahr 1971. Er entstand nach dem Roman Seemabaddha von Mani Shankar Mukhopadhyay.

## Handlung
Shyamal ist Leiter der Verkaufsabteilung für Ventilatoren in der britischen Firma „Hindusthan Peters Limited“ in Kolkata, die Ventilatoren und Lampen herstellt. Er ist mit Dolan verheiratet und lebt in einer Firmenwohnung. Mit einem Kollegen konkurriert er um einen Chefposten der Firma.
Seine Schwägerin Tutul kommt aus Patna, um einige Tage mit Shyamal und seiner Frau zu verbringen. Sie beneidete ihre Schwester immer um deren Heirat mit dem idealistischen Shyamal. Shyamal zeigt Tutul das Stadtleben mit seinen Partys, Klubs und dem Pferderennen.
Eines Tages bemerkt Shyamal, dass eine für den Export nach Irak bestimmte Ladung Ventilatoren beschädigt ist. Die Zeit reicht jedoch nicht, diese auszutauschen. Da dies zum Platzen des Exportliefervertrages und zum Ende seiner Hoffnungen auf den Direktorenposten führen könnte, lässt Shyamal einen Streik unter den Arbeitern provozieren. Ein Fabrikwächter wird dabei schwer verletzt und die Aussperrung der Arbeiter wird erklärt. Dadurch gewinnt Shyamal die für die Neuproduktion benötigte Zeit und rettet letztlich den Vertrag.
Er erhält die erhoffte Beförderung, sein Ansehen vor sich selbst und Tutul ist jedoch tief gesunken.

## Hintergrund
Seemabaddha ist der zweite Film von Satyajit Rays Kolkata-Trilogie, zu der auch die Filme Pratidwandi (1970) und Jana Aranya (1975) gehören. Sie beschäftigen sich mit den Auswirkungen wirtschaftlicher und arbeitsmarktlicher Aspekte der Großstadt auf die gebildete Jugend.
Die einzige Farbfilmsequenz des Films ist die Vorführung eines Werbefilms für die Ventilatorenfirma.

## Auszeichnungen
- National Film Award als Bester Film, Neu-Delhi, 1972
- FIPRESCI-Preis, Venedig, 1972